# Французская Страна Басков

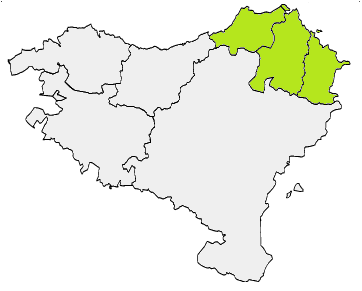
Французская Страна Басков выделена зелёным цветом

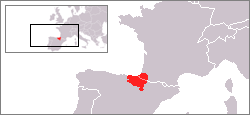
Страна Басков на карте Европы

Францу́зская Страна́ Ба́сков, также Се́верная Страна́ Ба́сков (фр. Pays basque français, исп. País Vasco francés, баск. Iparralde, то есть Северная страна, Северная сторона), расположена в юго-западной части французского департамента Атлантические Пиренеи и представляет собой северо-восточную часть древней Страны Басков.
Регион имеет площадь 2869 км², ограничен на севере департаментом Ланды, на западе Бискайским заливом, на юге Южными Баскскими провинциями и на востоке Беарном, составляющим восточную часть департамента Атлантических Пиреней, хотя расположенная в Беарне деревня Эскиюль является баскоговорящей. Главные города — Байонн (Байонна) и Биарриц. Французская Страна Басков является популярным туристическим регионом, что служит важной доходной статьёй ввиду некоторой промышленной отсталости сравнительно с соседними регионами Франции и Южными Баскскими провинциями.
В состав Французской Страны Басков входят три бывшие французские провинции на северо-востоке древней Страны Басков:
- Нижняя Наварра (Nafarroa Beherea на баскском, Basse-Navarre на французском языке), до 1789 года — Королевство Наварра. 1284 км².
- Лабурдан (Lapurdi на баскском языке). 800 км².
- Субероа (Суль) (Zuberoa на баскском языке). 785 км².

Баски называют данный регион Iparralde («Северная страна»), в то время как часть Страны Басков, расположенная в Испании, именуется Hegoalde («Южная страна»).

## Исторические судьбы басков во Франции

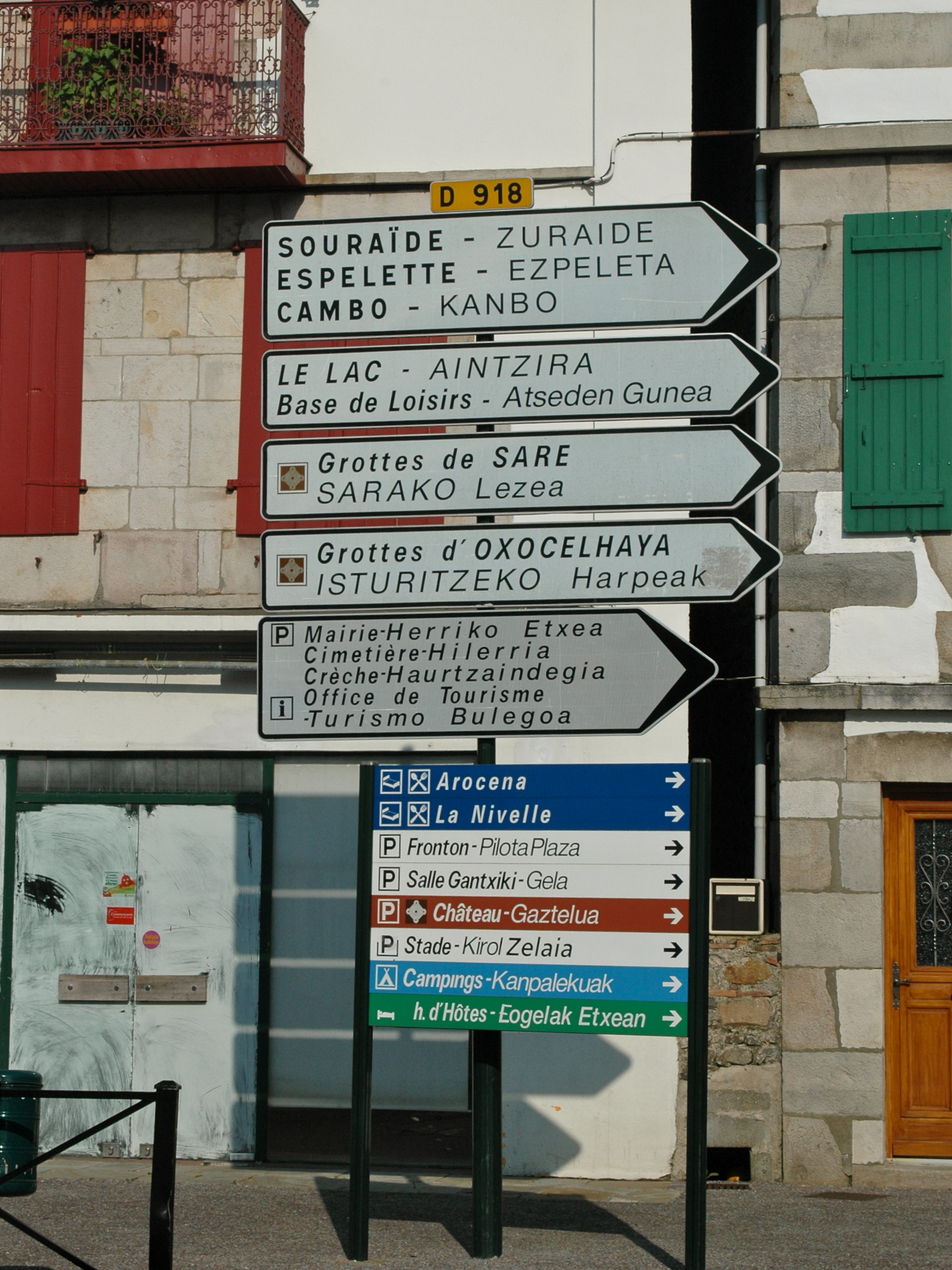
Двуязычные французско-баскские вывески в Сен-Пе-сюр-Нивель

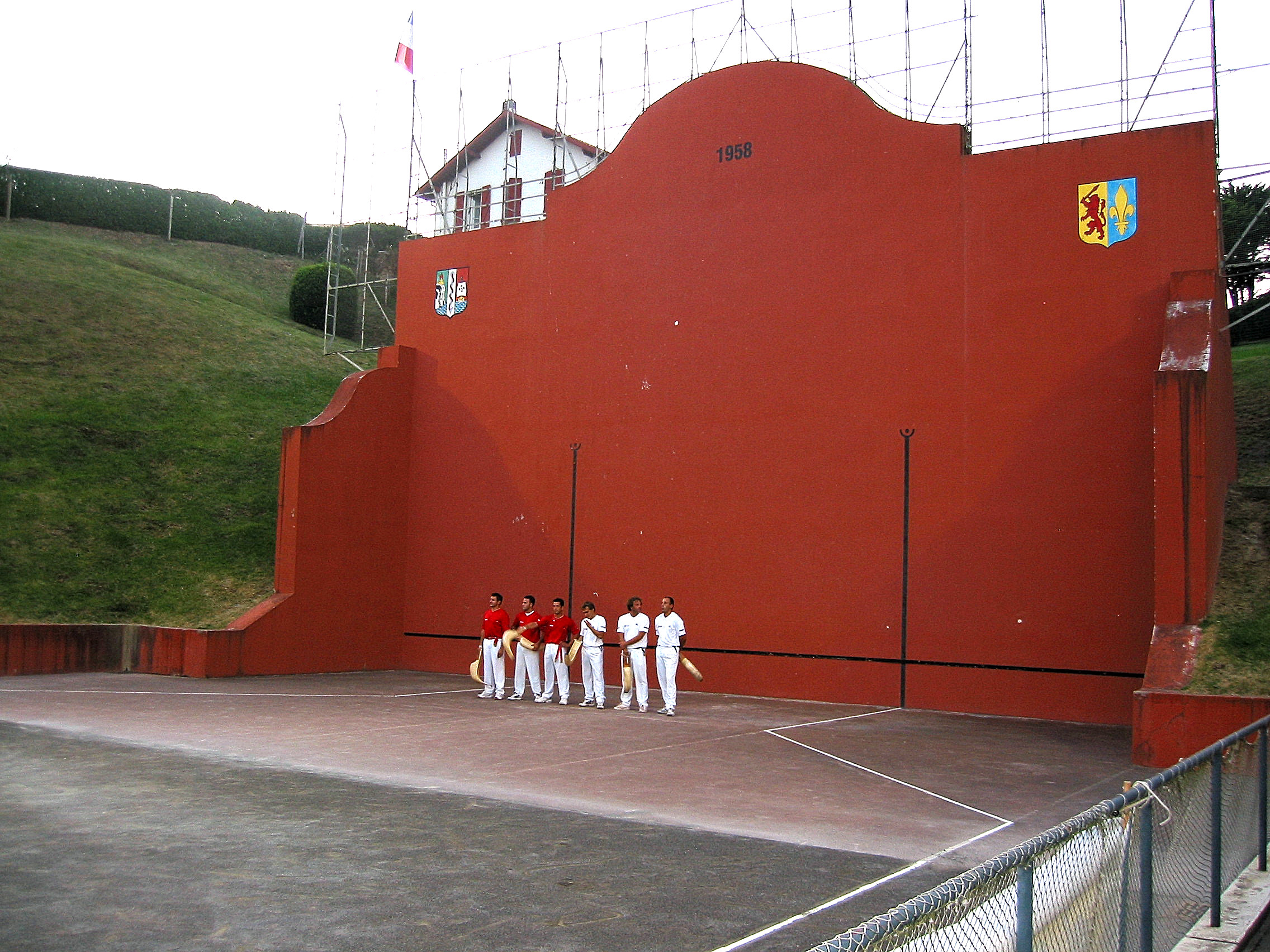
Корты для баскской пелоты построены во многих деревнях

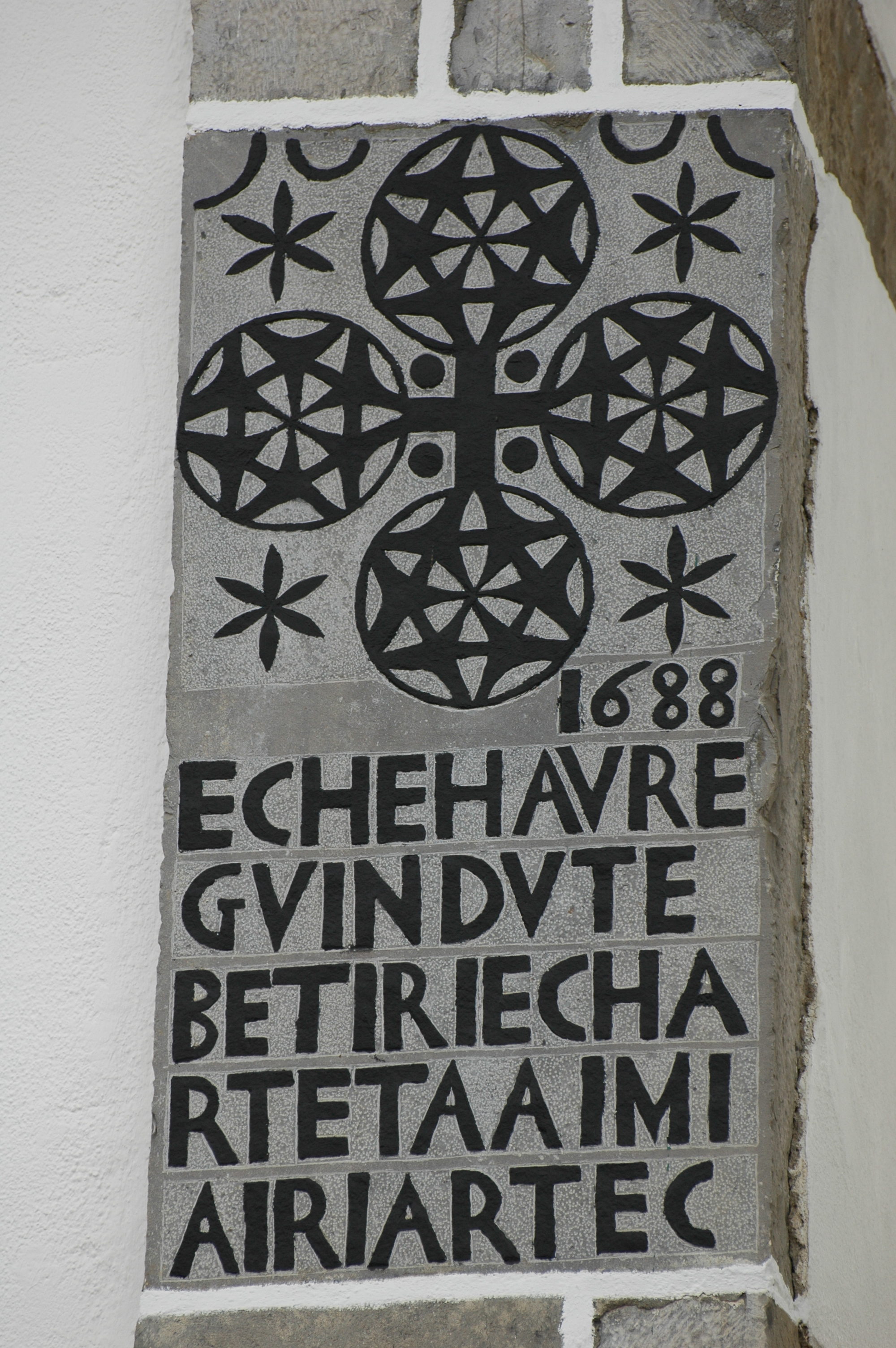
Декоративный камень в Армендарицце (Armendarits)

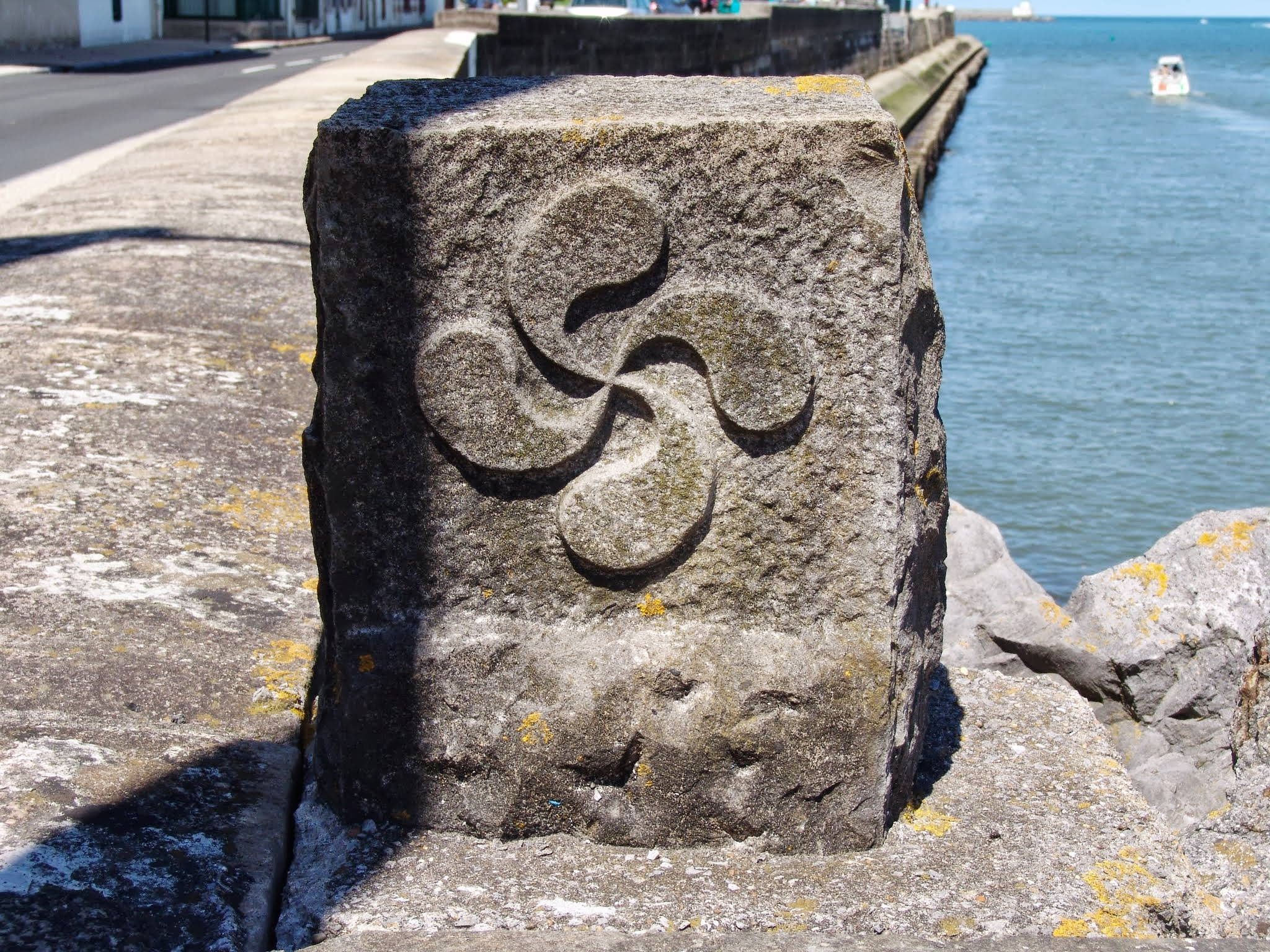
Баскский крест

Французская Страна Басков долгое время существовала гомогенно, не будучи разделённой между другими областями, позднее составившими Гасконь. Когда Юлий Цезарь завоевал Галлию, он обнаружил, что весь район к югу и к западу от реки Гаронны населён некельтским народом, известным как аквитаны. Это и были баски. В начале Римского владычества данная область носила имя Аквитания. Позже, когда данный термин распространился на земли до реки Луары, Французскую Страну Басков стали называть Новемпопулания (Novempopulania, «страна девяти народов») или «Аквитания Терция».
В IV и V веках происходят восстания басков против владычества Рима, приведшие к вхождению данных земель в состав независимого Герцогства Васкония — этнического государства, расположенного к югу от реки Гаронна. Герцогство распалось в VIII—IX веках вследствие набегов норманнов. В начале IX-го века регион Васкония распростёрся вплоть до реки Адур. В то же самое время баскский язык начинает уступать вульгарной и письменной латыни, и область его распространения ограничивается территорией вокруг Пиренеев. В 893 году арабский географ Аль-Якуби упоминал в своём труде о народах «Аль-Баскунас» (басках) и «Аль-Джаскас» (гасконцах), не покорившихся арабам. С 963 года город Сен-Север упоминается как «глава Васконии», что некоторые историки истолковывают как «столица Васконии», в то время как другие считают, что это означает «вершина Васконии» из-за расположения города на холме с видом на равнины Васконии.
В 778, 812 и 824 годах происходят успешные для басков битвы с франками. Между 848 и 858 годами граф Санше снова сражался с франками и в итоге стал герцогом Васконии. В 1020 году Гасконь уступила владычество над Лабурданом, в том числе и Нижней Наваррой, Санчо III Наваррскому. В 1023 году монарх преобразовал данную территорию в виконтство (вице-графство). Область оспаривалась Анжуйской ветвью семьи Шатоден и герцогами Аквитании до 1191 года, когда Санчо VI Мудрый и Ричард Львиное Сердце договорились о разделе региона, Лабурдан остался под суверенитетом графов Анжу, Нижняя Наварра — под контролем Королевства Наварра. В то же время Зуберу (Zuberoa) было преобразовано в отдельное виконтство в составе Наварры, что оспаривалось графами Беарна. Некоторое время данный регион находился под властью графов Анжу.

С окончанием Столетней войны Лабурдан и Зуберу передаются Франции как автономные провинции (pays d'êtat). В 1512—1521 годах Верхняя Наварра захватывается королевством Кастилия. Независимая северо-пиренейская часть Наварры во время религиозных войн во Франции выступает на стороне гугенотов. Когда Генрих III Наваррский стал королём Франции Генрихом IV, он сохранил за Наваррой статус независимого государства. Однако после трагической гибели короля-миротворца Генриха Наваррского в 1610 году, эта независимость была ликвидирована. В 1634 году Педро Агирре приводит в своей литературной работе «Gero» схематичное описание страны Басков: 
Наш язык встречается во всех провинциях, теперь известных как "Страна Басков", а также во многих других местах.
Портовые города Французской Страны басков (Сен-Жан-де-Люз и др.) активно участвовали в трансатлантической торговле с французскими колониями Вест-Индии. Здесь, в частности, взошла звезда арматора Жана-Жозефа Делаборда.
Три северные баскские провинции «жили своим умом» и сохраняли известную автономию вплоть до Французской революции, когда их права были подавлены более радикально, нежели в каком-либо другом регионе Франции. Нижние Пиренеи — один из первых 83 департаментов, созданных в марте 1790 года, в ходе якобинской Административной реформы, уничтожившей исторические провинции. А вскоре и многие видные баски (Делаборд в их числе) окончили свою жизнь на гильотине.
Департамент Нижние Пиренеи находится на территории бывших провинций Гиень, Гасконь и Беарн, включает Лапурди и другие исторические районы Французской Страны Басков.
В 1801 году этнолингвистическую экспедицию во Французскую Страну Басков совершил Вильгельм фон Гумбольдт. Научным итогом экспедиции явилась книга «Баски, или замечания, сделанные во время путешествия по Бискайе и французским Баскским областям весной 1801 года, вместе с исследованиями о баскском языке и нации и кратким изложением баскской грамматики и словарного запаса». Гумбольдт приписывал баскскому языку семитское или хамитское происхождение. В 1883 году принц Луи Люсьен Бонапарт издал свои «Письма о лингвистике», где он подразделил язык басков на семь диалектов и несколько субдиалектов.
После Второй мировой войны многие французские баски эмигрировали в Калифорнию.
В 1953 года студенты Университета Бильбао (Бискайя, Испания) создали подпольную организацию «Экин», поставившую своей целью объединение всех Баскских земель (в том числе Французской Страны Басков) в единое суверенное государство. Под влиянием «Экина», во Франции в 1963 году зародилось баскское националистическое движение «Эмбата» («Embata», запрещено в 1974 году).
В октябре 1969 года Нижние Пиренеи были переименованы в Пиренеи Атлантические. Они включают половину Страны Басков и половину Беарна (другого суверенного образования в составе Королевства Франции). В Французской Стране Басков год от года набирает силу движение Аберцален Батасуна (Abertzaleen Batasuna), связанное с движением Эрри Батасуна (Herri Batasuna) в Испании. Эти партии стремятся (в качестве программы-минимум) добиться раздела департамента Атлантические Пиренеи на два французских департамента: Страну Басков и Беарн. Другие националистические партии — старейшая Баскская националистическая партия, Эуско Алькартасуна (Eusko Alkartasuna) и Батасуна (Batasuna) — имеют почти символическое значение. Эти политические партии во время выборов в округе получают менее 15 % голосов.
В 1980-х и 1990-х военизированные группы, под названием «Ипарретаррак» (Iparretarrak — северяне), практиковали террористические методы борьбы за независимость, но в последние годы их активность сошла на нет. 29 января 1997 года во Франции была официально учреждена квази-область «Страна Басков», которая является представительским органом, не имеющим собственного бюджета. В 1997 году в городе Эрдайя, на территории Французской Страны Басков, был открыт филиал организации Эрри Батасуна (Herri Batasuna). 25 марта 2002 года на севере Франции был арестован Сатеки — казначей Эрри Батасуна. Он пытался нелегально пересечь бельгийскую границу. В ответ «Эрри Батасуна» устроила митинг протеста, с сожжением французского и испанского флагов. Однако 29 августа того же года штаб-квартира Эрри Батасуна переехала в предместье Байонны. В 2003 году «Эрри Батасуна» была запрещена судебными властями Испании за связь с террористической организацией ЭТА. Вскоре она была включена в список террористических организаций ЕС. Тем не менее во Франции она доселе действует в качестве общественно-культурной организации.
1 марта 2012 г. французские баски освистали президента Франции Николя Саркози во время его визита в Байонну. Саркози, который приехал в департамент Атлантические Пиренеи в рамках своей предвыборной кампании, встретили криками: «Ты ничего не сделал за пять лет!» — и забросали листовками в поддержку автономии баскских земель. Полицейские в штатском окружили президента и помогли ему зайти в бар неподалеку от городского собора.

## Население
Население провинций: 126 493 чел. (в 1801 году); 162 365 (1851); 226 749 (1979) (79 % в Лабурдане, 13 % в Нижней Наварре, 8 % в Зуберу), 259 850 (1990) (81 %, 13 %, 6 % соответственно), 262 000 (перепись 1999 года).
По данным опроса 2006 года 22,5 % франко-басков были двуязычными, 8,6 % были франкофонами, которые понимают баскский, и 68,9 % не владеют баскским языком. Но результаты оказались очень разными в трёх зонах. Во внутренних провинциях (Нижняя Наварра и Субероа) 66,2 % говорят или понимают баскский; на побережье (Лабурдан) этот показатель составляет 36,9 %, а в городских зонах (Байонна и Биарриц) только 14,2 % говорят на баскском или понимают этот язык. Согласно другим источникам[каким?], 20 % жителей городов могут говорить на баскском языке или понимать его. Доля двуязычных «франко-басков» снизилась с 26,4 % в 1996 году до 22,5 % в 2006 году.
В Байонне находится филиал Эускальцайндии.

## Культура
Французские баски продолжают практиковать многие обще-баскские культурные традиции. В городе Сен-Пе-Сюр-Нивель проходит широко известный праздник Herri Urrats.

## Экономика
В северных провинциях Страны Басков открыто 29 759 компаний, 107 компаний на 1000 жителей, ежегодный рост на 4,5 % (в период между 2004 и 2006 годами). 66,2 % компаний работают в третичном секторе (услуги), 14,5 % в обрабатывающем секторе и 19,3 % в первичном секторе (в основном сельское хозяйство, рыболовство и лесное хозяйство). Хотя Французская Страна Басков является частью департамента Атлантические Пиренеи[уточнить], была создана отдельная торговая палата басков (CCI Bayonne-Pays-Basque). Ряд компаний специализируются в отрасли Boardsports, включая такие компании, как Quiksilver и Volcom, офисы которых расположены на баскском побережье.
В некоторых городах французской Страны Басков наряду с евро используется региональная валюта эуско.